# Bear Valley (comté d'Alpine, Californie)
Pour l’article homonyme, voir Bear Valley School.
Bear Valley est une census-designated place située au nord du comté d'Alpine en Californie, aux États-Unis,,.  Lors du recensement de 2010, elle comptait une population de 121 habitants. Bear Valley se trouve dans la forêt nationale de Stanislaus.
| 2000 | 2010 | - | - | - | - |
| ---- | ---- | - | - | - | - |
| 133  | 121  | - | - | - | - |

## Source de la traduction
- (en) Cet article est partiellement ou en totalité issu de l’article de Wikipédia en anglais intitulé « Bear Valley, Alpine County, California » (voir la liste des auteurs).